# Ferrocarril de Lakeside y Haverthwaite
El tren L&HR va de Haverthwaite al extremo sur de la línea, por el Puente Newby a Lakeside en el extremo sur de Windermere. Algunos servicios están cronometrados para conectar con los paseos de los barcos de excursión diésel o barcos a vapor en Windermere, navegando de Lakeside a Bowness y Ambleside.

## Ferrocarril Furness - Operación del ramal
Esta vía ferroviaria pertenece a un  ramal anterior de Furness Railway (FR) y fue abierta el 1° de junio de 1869. La línea se  utilizaba para trenes de pasajeros que comenzaban su viaje en  Ulverston en la línea principal de Carnforth a Barrow-in-Furness. Los trenes del ramal FR viajaban al este hacia la unión triangular en Plumpton y luego iban al norte por Greenodd, siguiendo por las estaciones en Haverthwaite,  Newby Bridge y Lakeside. En julio de 1922, el servicio de pasajeros de FR contaba con 8 trenes en cada dirección durante los días de semana. Habían conexiones entre trenes y barcos muy publicitadas, las mismas se establecieron en 1869. Durante la temporada de verano, les trenes de excursión que salían desde Lancashire y otras zonas usaban el lado este-norte del empalme Plumpton para llegar a Lakeside, donde sus pasajeros tomaban los barcos para navegar por el lago.

## Clausura del ramal y reapertura por L&HR
Los ferrocarriles británicos cerraron la línea a pasajeros el 6 de septiembre de 1965, y a todo tipo de  tráfico dos años más tarde.
Un grupo de entusiastas dirigidos por el Dr Peter Beet formaron la compañía Lakeside Railway Estates, con la idea de preservar ambas, la línea y el hangar de la anterior locomotora LMS 10A en Carnforth, para proveer un sistema que operara totalmente a vapor.  Sin embargo, aunque fue respaldada por la ministra de transporte Barbara Castle, la necesidad de construir cierto número de puentes para las autopistas y desviar la ruta A590 de Haverthwaite vía Greenodd a la Unión Plumpton, significó que la visión en su totalidad no fuera exitosa. Beet adquirió el 10A asociado con Sir William McAlpine, 6th Baronet, el cual desde 1967 se convirtió en  la atracción  Steamtown para los visitantes. El emprendimiento se convirtió en una atracción al público en 1987, pero el empresario David Smith se hizo cargo del sitio preservado para convertirlo en la base de su compañía ferroviaria West Coast Railway.
Como resultado, Austin Maher se volvió  el presidente del LREC que, el 2 de mayo de 1973, reabrió la truncada L&HR de 3,5 millas (5,6 km) como una vía patrimonial. Maher y Jim Morris (director compañero de L&HR) compraron una locomotora cada uno  LMS 2-6-4T Class 4MT, Nos. 42073 (Maher) y 42085 (Morris), que eventualmente fueron restauradas como las Nos. 3 y 4 L&HR y se volvieron las unidades a vapor centrales.

## En ficción
En el libro Christopher Awdry   "Thomas & Victoria", al ferrocarril Lakeside & Haverthwaite se lo presenta como el lugar donde Victoria trabajó antes de ir a Sodor. En  la serie de televisión de Tomás el Motor del Tanque, el ferrocarril fue filmado para una serie de segmentos educativos cortos que se  tituló "Abajo en la Estación."
En la adaptación de la novela de Agatha Christie, Dumb Witness, para la serie de ITV, Agatha Christie's Poirot, se filmó la escena de apertura en la ferrovía Lakeside & Haverthwaite, al final de Lakeside.
Por otro lado, la vía y la estación Haverthwaite aparecen en el video del tema "Never Went to Church" de la banda alternativa de hip hip The Streets.

## Locomotoras

### Vapor
| Número                   | Construido | Constructor     | Tipo                            | Anteriormente              | Notas |
| ------------------------ | ---------- | --------------- | ------------------------------- | -------------------------- | --- |
| Operacional              |            |                 |                                 |                            | |
| 1245                     | 1911       | Barclay         | 0-6-0T                          | Tablero de Carbón nacional | A menudo sabido cuando Thomas por personal; pintado en ligero azul tachado fuera en blanco y negro                                                  |
| 2682 Princess            | 1942       | Bagnall         | 0-6-0                           |                            | @Ticket de caldera expira en 2019; pintado en oscuro azul tachado fuera en negro y rojo                                                             |
| 2996                     | 1951       | Bagnall         | 0-6-0ST "Victor"                |                            | @Ticket de caldera expira en 2024; pintado en maroon tachado fuera en negro y amarillo                                                              |
| 3794 Repulse             | 1950       | Hunslet         | 0-6-0ST WD Tanque de Austeridad | Departamento de guerra     | @Ticket de caldera expira en 2026; pintado en negro tachado                                                                                         |
| 42073                    | 1950       | LMS             | 2-6-4T Clase 4MT                |                            | Regresado a servicio en 2014; pintado BR negro con cresta tardía                                                                                    |
| Inactive                 |            |                 |                                 |                            | |
| 2333 David               | 1953       | Barclay         | 0-4-0                           | Millom Ironworks           | Experimentando revisión; pintado en ligero verde livery                                                                                             |
| 42085                    | 1951       | LMS             | 2-6-4T Clase 4MT                |                            | Experimentando revisión; pintado BR negro con emblema temprano                                                                                      |
| 46441                    | 1951       | LMS             | 2-6-0 Clase 2MT                 |                            | Aguardando revisión; pintado BR maroon con cresta tardía                                                                                            |
| Retirado                 |            |                 |                                 |                            | |
| 5                        | 1929       | Hudswell Clarke | 0-6-0ST trabajos N.º 1631       |                            | Noviembre adquirido 1970 |
| 6                        | 1919       | Hudswell Clarke | 0-6-0ST trabajos N.º 1366       | Renishaw Ironworks 6       | Noviembre adquirido 1970 |
| 1550 Sir James Sir James | 1917       | Barclay         | 0-4-0FT                         |                            | En exhibición estática en HM Fábrica, Gretna |
| 1900                     | 1936       | Peckett         | 0-4-0T                          |                            | Operado durante el verano de 1983 |
| 3794 Cumbria             | 1953       | Hunslet         | 0-6-0ST Tanque de Austeridad    |                            | Operacional en el Ribble Ferrocarril de Vapor en Preston; @ticket de caldera expira en mayo de 2025; pintado en FR rojo                             |
| 44806 Magpie             | 1944       | Derby Trabajos  | 4-6-0 Stanier Clase 5           | Ferrocarriles británicos   | Noviembre adquirido 1970; movido a Steamport Southport; ahora en Ferrocarril de Páramos de Yorkshire Del norte con planes para regresar al mainline |

### Diésel
| Número      | Construido | Constructor                             | Tipo             | Anteriormente                   | Notas                                          |
| ----------- | ---------- | --------------------------------------- | ---------------- | ------------------------------- | ---------------------------------------------- |
| 8           |            | Raíl británico                          | 0-6-0 Clase 03   | Raíl británico D2117            | Operacional                                    |
| 20          |            | Jones                                   | 0-4-0 KL100 grúa |                                 | Operacional                                    |
| ANUNCIO601  |            | Raíl británico                          | 0-6-0 Clase 11   | Raíl británico                  | Operacional; ex-Industrial lookalike           |
| D2072       |            | Raíl británico                          | 0-6-0 Clase 03   | El raíl británico CORONA 03 072 | Operacional;                                   |
| D5301       | 1958       | Birmingham                              | Bo-Bo Clase 26   | Raíl británico                  | Operacional                                    |
| 20 214      |            | Inglés Eléctrico                        | Bo-Bo Clase 20   | Raíl británico                  | Operacional                                    |
| 52071+52077 | 1961       | Birmingham/Drewry                       | Clase 110 DMU    | Raíl británico                  | Operacional                                    |
| Rachel      |            | Coche de Tranvía & de Raíl de motor Co. | 0-4-0            | Burneside Tranvía Paper Mills   | Encima exhibición, experimentando restauración |

- 5 BR Mk. 1 Vagones abiertos estándar para turistas.
- 2 BR Mk. 1 Vagones de segunda clase con corredor.
- 2 BR Mk. 1 Vagones de segunda clase con corredor y freno.
- 1 BR Mk. 1 Vagones abiertos estándar con frenos.
- Selección de vehículos de carga surtidos.

## Galería de imágenes

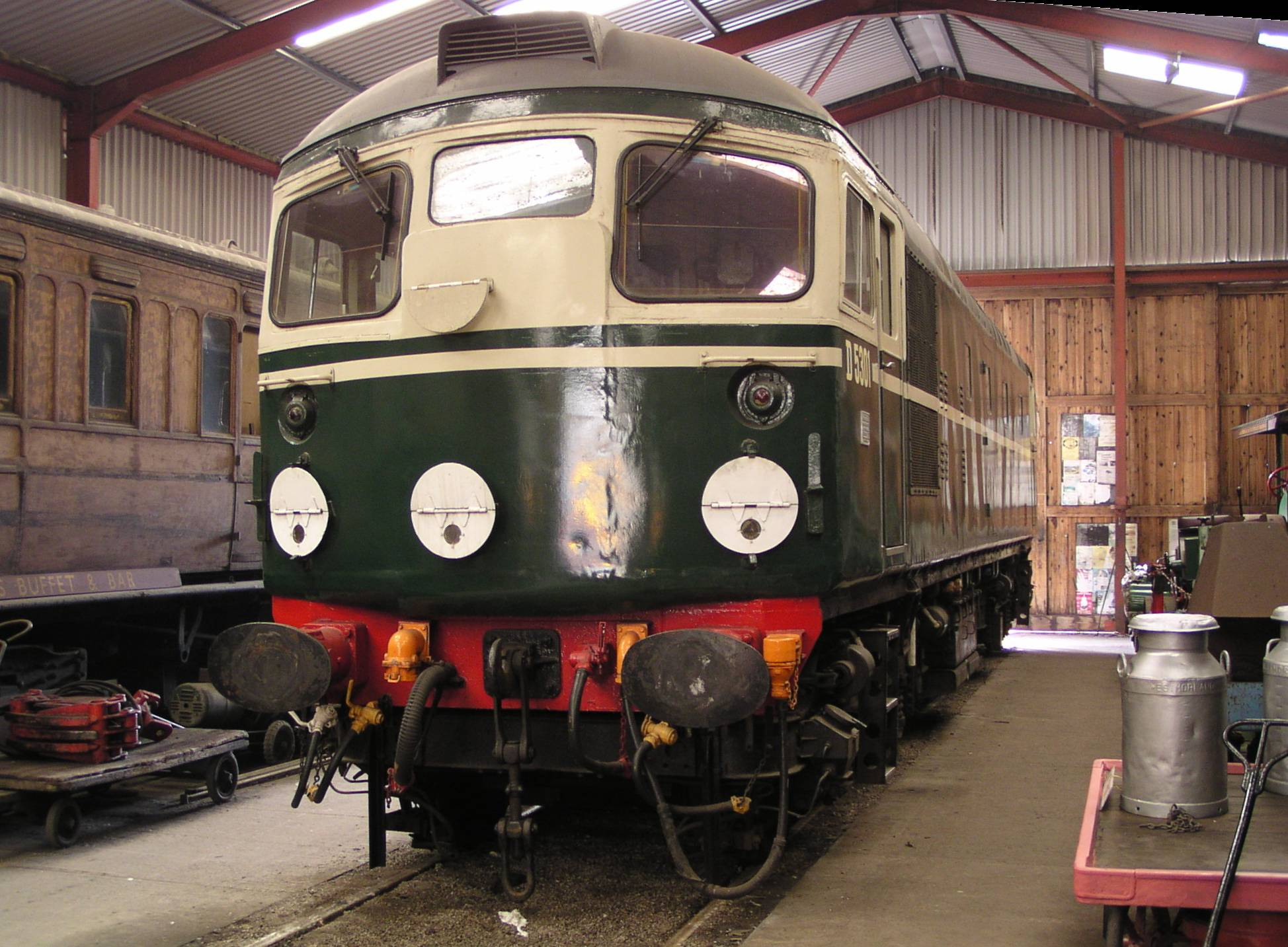
Clase 26, núm. D5301 dentro de la cabaña en Haverthwaite el 31 de marzo de 2005. Esto era uno  de las locomotoras finales de su tipo en tráfico, siendo retirado en tardío 1993.
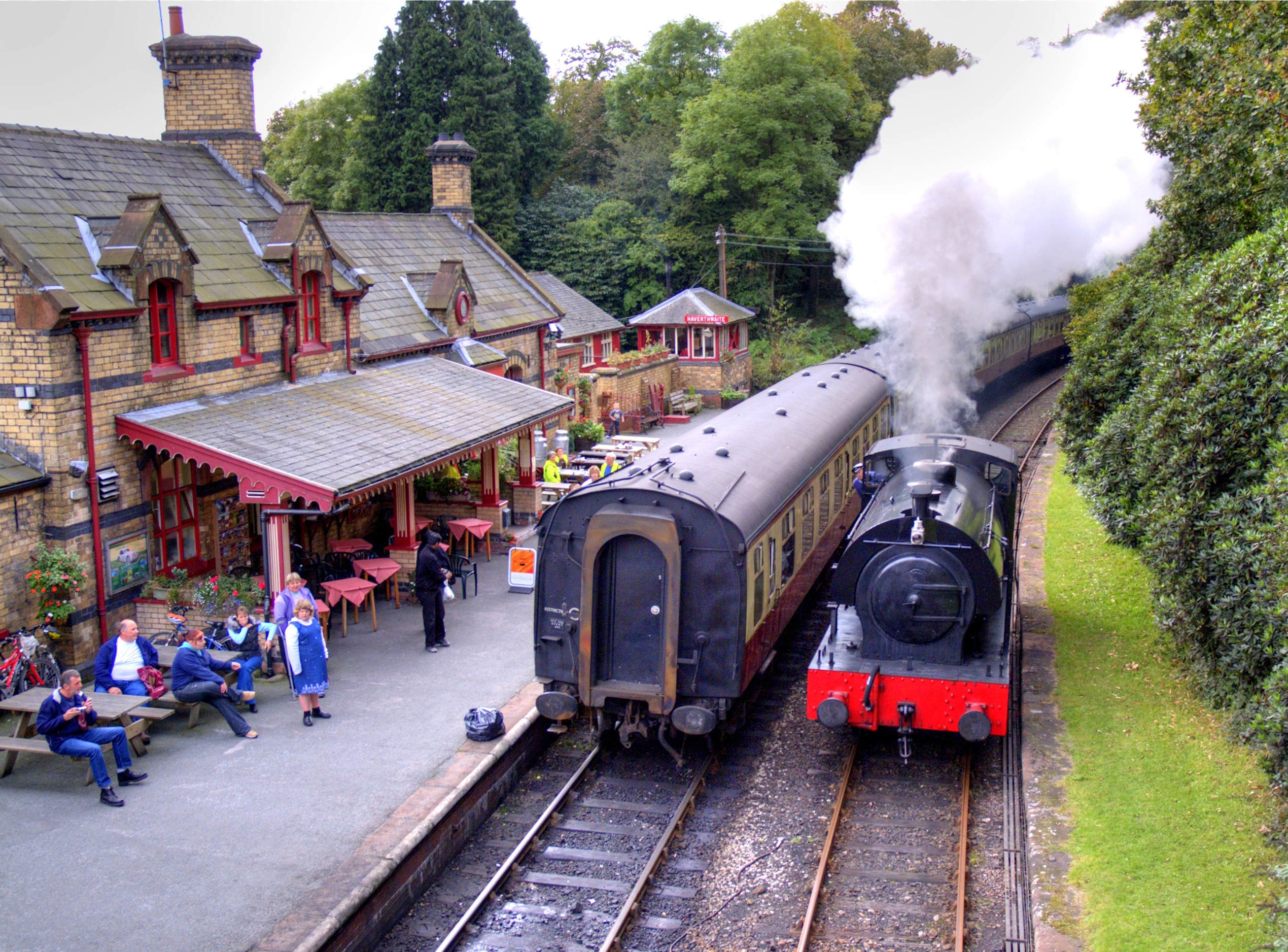
Espulso' pases el arriba tren en Haverthwaite Estación.
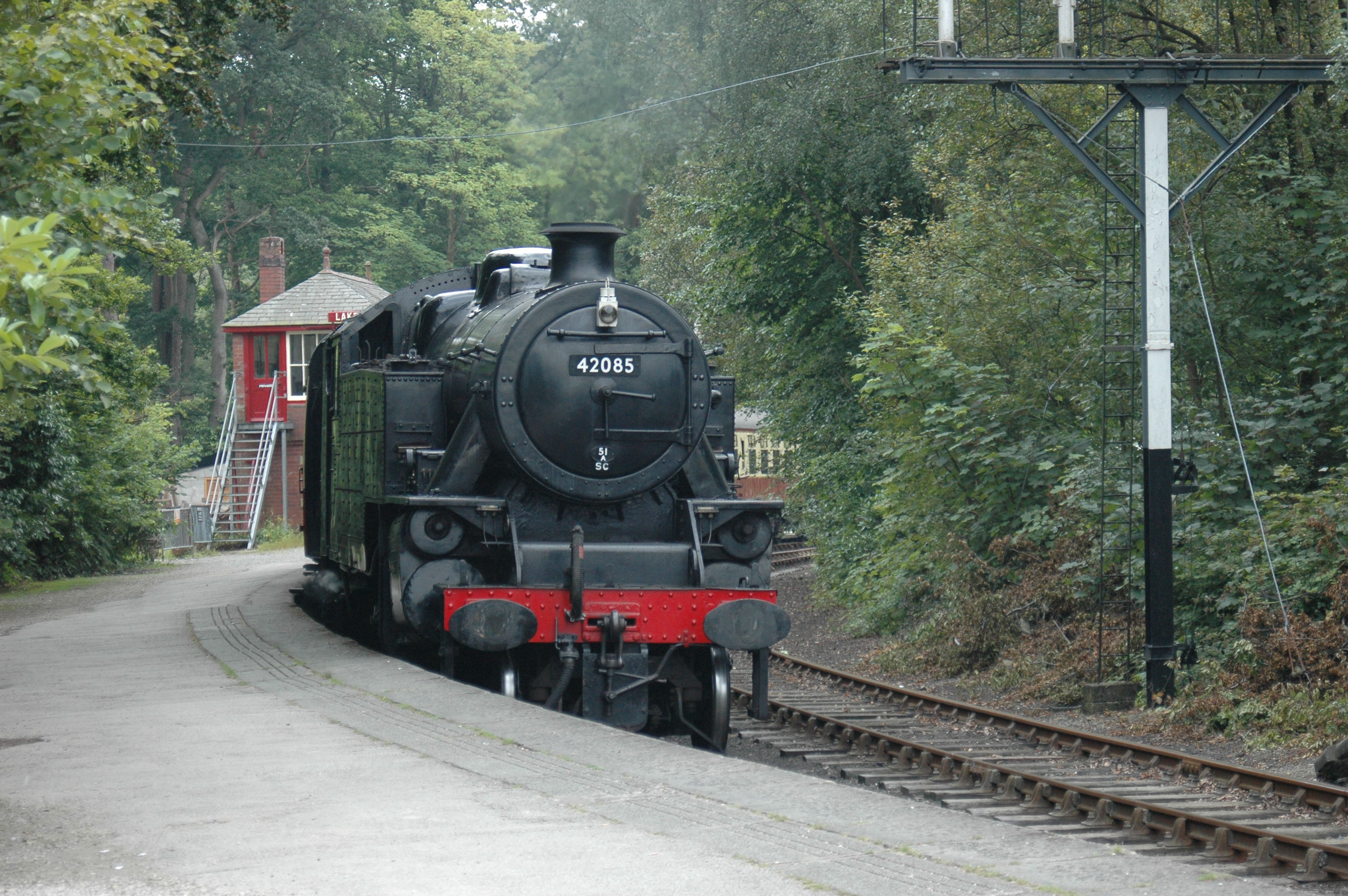
Fairburn Tanque 42085 en Lakeside estación.
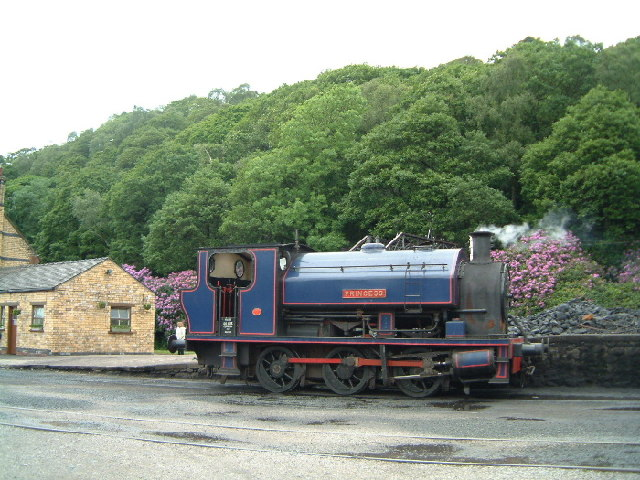
Bagnall Núm. 2682 'Princess' stabled en Haverthwaite estación.
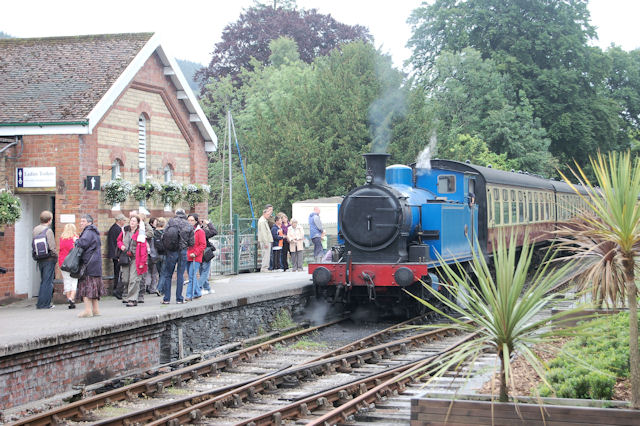
Núm. de Barclay del Andrew 1245 llega en Lakeside estación.
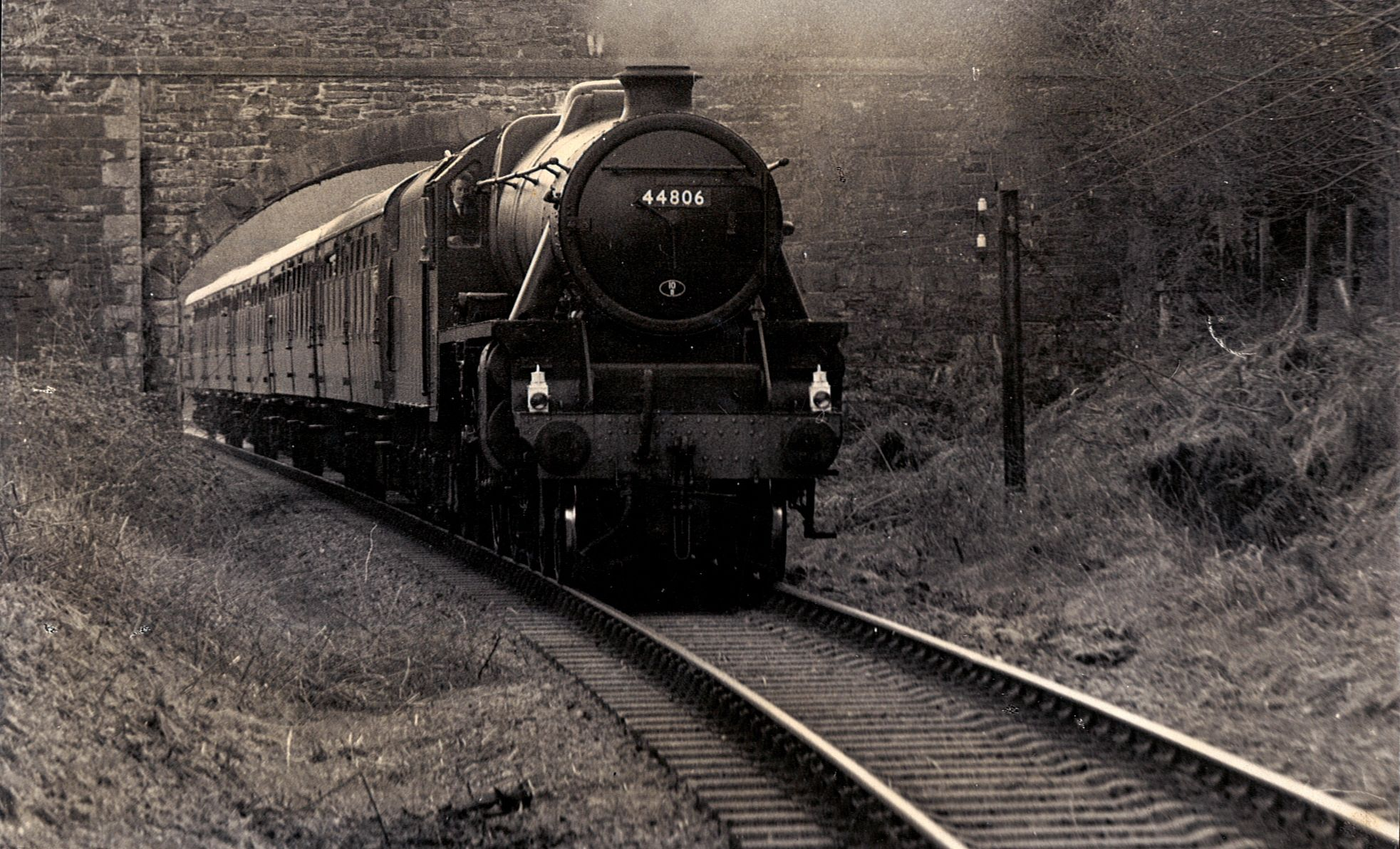
44806 Acercándose Newby Puente con un tren para Lakeside en 1973.